# Partido de la Independencia (Finlandia)
El Partido de la Independencia (en finés: Itsenäisyyspuolue, IPU; en sueco: Självständighetspartiet) es un partido político euroescéptico menor en Finlandia. Fue fundado en 1994 como Alianza por Finlandia Libre. El partido apoya la membresía en el Espacio Económico Europeo como una alternativa a la membresía de Finlandia en la Unión Europea y la Eurozona. El partido también se opone a la OTAN. Su actual presidente es Henri Aitakari.

## Organización del partido
Con sede en Helsinki, IPU es un partido registrada. El partido tiene dos de los 31 consejeros municipales en Laitila, elegidos en las elecciones municipales finlandesas de 2017. IPU es un partido político menor; nunca ha tenido diputados en el Parlamento finlandés. La membresía en el partido es de alrededor de 1.200. El ala juvenil se llama Juventud de la Independencia. El partido es miembro de La Alianza Europea de Movimientos Críticos de la UE (TEAM).

## Historia
IPU se fundó en 1994 como Alianza or Finlandia Libre ( en finés: Vapaan Suomen Liitto, VSL; en sueco: Förbundet för det Fria Finland, FFF). Su presidente desde su fundación hasta 2004 fue Ilkka Hakalehto.
Antti Pesonen sirvió como presidente del partido desde 2004 hasta su renuncia por razones de salud en 2015. Fue reelegido presidente en 2016, pero renunció nuevamente en 2017 poco antes de su muerte en abril. Anteriormente había sido concejal de la ciudad del partido en Alajärvi. Henri Aitakari siguió a Pesonen como presidente.
El IPU ha sido admitida en el registro de partidos  cuatro veces, la última readmisión tuvo lugar en enero de 2017. Solo el Partido Comunista de los Trabajadores - Por la Paz y el Socialismo se ha bajado y ha sido readmitido tantas veces.

## Elecciones parlamentarias
| Año  | Escaños | Votos        | % de votos |
| ---- | ------- | ------------ | ---------- |
| 1995 | 0       | 28.067 (#10) | 1,00%      |
| 1999 | 0       | 10.104 (#13) | 0,38%      |
| 2007 | 0       | 5.541 (#12)  | 0,20%      |
| 2011 | 0       | 3.236 (#14)  | 0,11%      |
| 2015 | 0       | 13.638 (#10) | 0,46%      |
| 2019 | 0       | 2.444 (#19)  | 0,10%      |
| 2023 | 0       | 168 (#27)    | 0,01%      |